# Durup
Durup est une localité du Danemark située dans la commune de Skive, Jutland central.
En 2022 sa population était de 903 habitants.